# Cyphomyia sulcifrons
Cyphomyia sulcifrons är en tvåvingeart som beskrevs av Charles Howard Curran 1929. Cyphomyia sulcifrons ingår i släktet Cyphomyia och familjen vapenflugor. Inga underarter finns listade i Catalogue of Life.